# San Tiago Dantas
Francisco Clementino de San Tiago Dantas (Rio de Janeiro, 30 de agosto de 1911 — Rio de Janeiro, 6 de setembro de 1964) foi um jornalista, advogado, professor e político brasileiro, que ficou amplamente conhecido por sua atuação como chanceler e ministro da Fazenda do Governo de João Goulart (1961-1964).
Integralista na juventude, San Tiago tornou-se na maturidade um dos líderes da esquerda moderada, chamada por ele próprio de "esquerda positiva", defendendo nos anos 60 uma posição menos radical que a de Leonel Brizola, com a implementação das reformas de base nos marcos constitucionais.

## Formação e carreira acadêmica
Em 1924, iniciou o curso secundário em sua cidade natal, que concluiu quatro anos depois em Belo Horizonte. De volta ao Rio, na então Faculdade de Direito da Universidade do Rio de Janeiro, atual Faculdade Nacional de Direito da Universidade Federal do Rio de Janeiro, onde logo após a vitória da revolução em 1930 entrou em contato com grupos que lutavam contra o liberalismo e o comunismo e propunham a adoção de políticas nacionalistas pelo governo provisório chefiado por Getúlio Vargas. E assim, ainda estudante, no início de 1931, integrou um círculo de intelectuais cariocas que apoiavam as ideias do escritor Plínio Salgado. Em março daquele ano, Plínio redigiu o manifesto fundador da Legião Revolucionária de São Paulo e convocou um encontro com intelectuais e estudantes no Rio no mês seguinte para discutir as propostas nele contidas. San Tiago Dantas participou desse encontro, que resultou na criação de um núcleo carioca para promover o movimento, o Centro Acadêmico de Estudos Jurídicos e Sociais - CAJU, juntamente com Vinícius de Morais, Otávio de Faria, Thiers Martins Moreira, Antônio Galotti, Gilson Amado, Hélio Viana, Américo Jacobina Lacombe, Chermont de Miranda, Almir de Andrade e Plínio Doyle.
Em julho de 1931, em São Paulo, ao lado de Plínio Salgado e Alfredo Egídio de Sousa Aranho, San Tiago Dantas fundou e tornou-se um dos principais editores do jornal A Razão, que defendia o aprofundamento do processo revolucionário iniciado em 1930. Em dezembro, passou a trabalhar no gabinete do ministro da Educação e Saúde, Francisco Campos, e no ano seguinte, no Rio, participou da criação da revista Hierachia, também ligada às ideias integralistas de Plínio Salgado. O jornal A Razão foi interrompido por um grupo liderado por Alfredo Ellis Júnior e Sílvio de Campos em maio de 1932, durante uma grave crise política que antecedeu a eclosão da Revolução Constitucionalista de São Paulo em julho, que foi finalmente derrotada no início de outubro. No dia sete daquele mês, Plínio Salgado lançou em São Paulo o Manifesto de Outubro de 1932, manifesto fundador da Ação Integralista Brasileira (AIB), organização nacionalista e anticomunista, que defendia uma sociedade hierárquica e cristã contra o liberalismo, o materialismo e o cosmopolitismo. San Tiago Dantas e outros membros da equipe da revista Hierachia aderiram de imediato à nova associação.
San Tiago Dantas concluiu os estudos de Direito no final de 1932 e, apesar da pouca idade, tornou-se professor temporário de legislação e economia política na Escola Nacional de Belas Artes, sem prejuízo do alto cargo que exercia no Ministério da Educação. Paralelamente, fundou um escritório de advocacia e deu continuidade à sua atividade política, participando da instalação oficial do primeiro núcleo Integralista no Distrito Federal em abril de 1933, juntamente com Antônio Gallotti, Hélio Viana, Américo Lacombe, Belmiro Valverde e José Madeira de Freitas, entre outros. Em fevereiro de 1934, casou-se com Edméia Carvalho Brandão e passou a escrever sobre a doutrina Integralista e a conjuntura política nacional e internacional no recém-fundado semanário A Ofensiva, que se tornou a principal publicação da AIB sob a direção de Madeira de Freitas.
Os estatutos e a estrutura da AIB foram definidos oficialmente no 1º Congresso Nacional Integralista, realizado em Vitória no final de fevereiro de 1934. San Tiago Dantas tornou-se professor dos cursos promovidos pelo Departamento de Doutrina da "Província" Guanabara da AIB a partir de julho daquele ano.
Em 1936, San Tiago Dantas passou a integrar a recém-criada Câmara dos Quarenta, órgão consultivo da direção Integralista, composto por “personalidades de elevado valor moral e intelectual da AIB”.
Afastou-se do movimento por ocasião da preparação do Levante Integralista, que com o apoio de oposicionistas liberais, visava o fim da ditadura de Getúlio Vargas, em 1938. A partir de então, passou a dedicar-se à carreira acadêmica e à advocacia.
Assumiu a cátedra de Direito Civil na Faculdade Nacional de Direito em 1940, na qual ganha a alcunha de "catedrático-menino". Apesar das dificuldades iniciais na docência, em razão dos seus métodos diferentes e da pouca idade, supera a crítica dos alunos e firma-se como professor na escola em que se graduara. Suas aulas entre 1942 e 1945 foram taquigrafadas pelo estudante Victor Bourhis Jürgens e tornam-se referência no estudo do direito civil brasileiro. Sua aula inaugural na Faculdade Nacional de Direito, em 1955, é até hoje referência nos debates sobre a educação jurídica no Brasil.

## Serviço público
Foi deputado federal, ministro das Relações Exteriores, ministro da Fazenda e um dos criadores, juntamente com Afonso Arinos e João Augusto de Araújo Castro, da chamada "Política Externa Independente" (PEI), inicialmente implantada no governo Jânio Quadros.
Especialista em temas de política externa, em 1943 representou o Brasil na Primeira Conferência de Ministros de Educação das Repúblicas Americanas, no Panamá. Em 1951 foi conselheiro da Delegação Brasileira à IV Reunião de Consulta dos Chanceleres Americanos, em Washington. Atuou como assessor pessoal de Vargas durante seu segundo governo (1951-1954), participando da discussão Acervo UH/Folha Imagem 98 do anteprojeto de criação da Petrobras e do projeto de criação da Rede Ferroviária Federal. A partir de 1952 passou a ser membro do Comitê Permanente de Arbitragem da Haia. Filiou-se ao Partido Trabalhista Brasileiro (PTB) em 1955. De 1955 a 1958 presidiu a Comissão Interamericana de Jurisconsultos, sediada no Rio de Janeiro. De 1957 a 1958, como diretor do Jornal do Comércio, dedicou editoriais - as chamadas "Várias" - a temas de política externa e, em 1959, coube-lhe colaborar na redação e discussão da Declaração de Santiago do Chile, um dos mais importantes documentos do Sistema Interamericano. 
Foi eleito deputado federal por Minas Gerais em 1958 e, mais tarde, nomeado pelo presidente Janio Quadros embaixador do Brasil junto às Organização das Nações Unidas em 1961 - cargo que não chegou a assumir por haver Janio Quadros decidido renunciar a presidência três dias após aquela nomeação. No interregno parlamentarista do governo João Goulart, assumiu o Ministério das Relações Exteriores, onde deu continuidade à "Política Externa Independente" formulada pelo seu antecessor, Afonso Arinos. Na condição de chanceler, reatou as relações diplomáticas do Brasil com a União Soviética, rompidas desde 1947, e liderou esforço diplomático para frustrar a iniciativa dos EUA de expulsão de Cuba da OEA . Com a renúncia de Tancredo Neves, foi indicado por Goulart para a presidência do Conselho dos Ministros, tendo seu nome sido rejeitado no parlamento por coligação política formada por deputados do PSD e da UDN, críticos da política externa por ele implementada como chanceler.
Em 1962, foi reeleito deputado federal pelo PTB de Minas Gerais. Em 1963, com a volta do regime presidencialista, San Tiago Dantas foi indicado por Goulart para a pasta da Fazenda. Nesse cargo, comprometeu-se com programa de austeridade econômica baseado no Plano Trienal de Desenvolvimento Econômico e Social, formulado por Celso Furtado, ministro extraordinário para o Planejamento. O plano previa a retomada de um índice de crescimento econômico em torno de 7% ao ano, e a redução da taxa de inflação, que em 1962 chegara a 52%, para 10% em 1965. Logo após sua posse, San Tiago Dantas tomou medidas voltadas para a estabilização da moeda e aboliu os subsídios para as importações de trigo e de petróleo a fim de aliviar a situação do balanço de pagamentos, conforme exigência do Fundo Monetário Internacional. Em março, viajou para os Estados Unidos, com o objetivo de discutir a ajuda norte-americana ao Brasil e a renegociação da dívida externa. Diante das dificuldades encontradas na aplicação do Plano Trienal, San Tiago Dantas deixou o ministério na esteira da reforma ministerial promovida por Goulart em junho de 1963.  De volta ao congresso, envidou esforços para evitar a deposição de Goulart, apresentando um programa mínimo voltado para a formação de um governo de frente única, que incluiria todas as forças formalmente comprometidas com o presidente, desde o PSD até o proscrito Partido Comunista Brasileiro. Em contexto político extremamente polarizado, o programa foi vetado pelo PSD e pela Frente de Mobilização Popular (FMP), movimento nacionalista surgido em 1962 com o objetivo de pressionar em favor da implementação das chamadas reformas de base. Em junho de 1964, após a deflagração do golpe militar que depôs Goulart, o novo presidente indeferiu o pedido de cassação do mandato parlamentar de San Tiago Dantas, que se encontrava gravemente enfermo.
San Tiago Dantas morreu de câncer no pulmão em setembro de 1964, cinco meses após a destituição do presidente João Goulart pelo golpe militar de 1964.
Como professor de Direito, publicou diversas obras jurídicas, inclusive alguns manuais muito utilizados nos cursos de graduação em direito no Brasil.
Encontra-se colaboração da sua autoria na revista luso-brasileira Atlântico.